# Xavier Carter
Pour les articles homonymes, voir Carter.
Xavier Carter, né le 8 décembre 1985 à Palm Bay en Floride, est un athlète américain, pratiquant les disciplines du sprint du 100 au 400 mètres. Son talent, sa polyvalence et sa précocité ont fait de lui une star de l'athlétisme à ses débuts universitaires, battant plusieurs records floridiens et nationaux avant que sa carrière sportive ne soit altérée par des frasques judiciaires, des blessures et l'abandon de la pratique de l'athlétisme à haut niveau. Il ne remporte ainsi aucune médaille internationale. Cependant, avec ses 19 s 63 sur 200 m, il figure parmi les dix meilleurs coureurs de 200 m que l'histoire moderne ait connu. Il est également un joueur de football américain de haut niveau depuis ses débuts universitaires.
Xavier Carter est un des très rares athlètes à courir régulièrement les trois distances que sont le 100 m, le 200 m et le 400 m dans de grands meetings d'où son surnom de X-Man.
Surnommé X-Man, il devient l'un des plus grands phénomènes de l'athlétisme en devenir. En effet après avoir réalisé l'exploit de remporter à la fois le 100 m, le 400 m, le 4 × 100 m et le 4 × 400 m au très relevé championnat national des universités (NCAA championship) en juin 2006, sa réputation de "nouveau Jesse Owens" l'amène à une carrière professionnelle dans laquelle il s'illustre au meeting Athletissima de Lausanne dès le 11 juillet de la même année en battant les meilleurs spécialistes mondiaux du 200 m dans un incroyable chrono de 19,63 s soit à l'époque la deuxième meilleure performance de tous les temps sur la distance (derrière les beamonesque 19,32 s de Michael Johnson en 1996).
Le 11 juillet 2006 au Grand Prix de Lausanne, Carter court le second 200 m le plus rapide de l'histoire, en 19 s 63. En september 2013, ce temps fait de Carter le 6e homme le plus rapide sur 200 mètres derrière Usain Bolt, Yohan Blake, Michael Johnson, Walter Dix et Tyson Gay,.
En 2007, il se blesse sérieusement au genou et retrouve sa compétitivité qu'en 2008. Il est arrêté pour détention illégale d'arme à feu.
Il prend part à son premier 400 m et réalise un chrono de 44 s 70 au Reebok Grand Prix, battant le record de la piste détenu par Kerron Clement.
Aux sélections américaines olympiques de 2008 à Eugene, Carter améliore son record personnel sur 100 m en séries avec un temps de 10 s 00. Malgré tout, ses performances n furent pas suffisantes pour se qualifier dans l'équipe américaine des JO 2008, terminant à la dernière place de la finale du 100 m.
Sur 200 m, il ne prit pas part à la course,,.

## Records personnels
| Discipline | Temps   | Lieu                   | Date            |
| ---------- | ------- | ---------------------- | --------------- |
| 60 mètres  | 6 s 74  | Fayetteville (Floride) | 26 février 2005 |
| 100 mètres | 10 s 00 | Eugene                 | 28 juin 2008    |
| 200 mètres | 19 s 63 | Lausanne               | 11 juillet 2006 |
| 400 mètres | 44 s 53 | Sacramento             | 6 avril 2006    |